# 岩手県道272号戸田荷軽部線
岩手県道272号戸田荷軽部線（いわてけんどう272ごう とだにかるべせん）は、九戸郡九戸村と久慈市を結ぶ岩手県の一般県道である。

## 概要
九戸村から久慈市方面への最短ルートだが幅員狭小箇所あり。九戸村営戸田牧場前と久慈市山形町荷軽部字芦沢の間は冬期閉鎖となる。また国道281号寄りにはスノーシェルターがあり、同線との合流点まで続いている。

### 路線データ
- 起点：九戸郡九戸村戸田字妻ノ神（国道340号交点）
- 終点：久慈市山形町川井字明通（明通スノーシェルター東・国道281号交点）

## 地理

### 通過する自治体
- 九戸郡九戸村
- 久慈市

### 交差する道路
- 国道340号（起点）
- 国道281号（終点）